# Gestekelde zonnester
De zonnester of gestekelde zonnester (Crossaster papposus) is een zeester uit de familie Solasteridae. De wetenschappelijke naam van de soort werd in 1767 gepubliceerd door Carl Linnaeus. Het wordt gevonden in de noordelijke delen van zowel de Atlantische als de Grote Oceaan.

## Beschrijving
De zonnester is roodachtig aan de bovenkant met concentrische banden van wit, roze, geel of donkerrood, en het is wit aan de onderkant. Het is bovenaan bedekt met borstelachtige stekels, met de marginale stekels wat groter. De dikke, centrale schijf is vrij groot. Deze centrale schijf heeft een netvormig patroon van verhoogde ribbels. Het mondgebied is kaal. Het heeft relatief korte armen, meestal acht tot veertien. De doorsnede van armpunt tot armpunt kan oplopen tot 25 à 35 centimeter. Over de basis van de armen loopt een kenmerkende lichte dwarsband. De madreporietplaat valt duidelijk op.

## Verspreiding
De gestekelde zonnester wordt gevonden van het Noordpoolgebied tot aan het Engelse Kanaal, in de Noordzee, ook aan zowel de oostelijke (van de Arctische tot de Golf van Maine) als de Pacifische kust (van Alaska tot Puget Sound) van Noord-Amerika. Het is ook circumboreaal en komt voor in Groenland, IJsland, de Barentszzee, de baai van Kola, de zee van Ochotsk en de Witte Zee.

## Leefgebied
De gestekelde zonnester wordt vaak aangetroffen op rotsbodems, grof zand en grind in de bathyale, infralittorale en circalittorale zone (van laagwaterlijn tot een diepte van 300 meter). Het lijkt de voorkeur te geven aan gebieden met hoogwaterbeweging. Zeer kleine zonnesterren worden soms gevonden in rotspoelen. Deze zonnester leeft vaak bij mosselbanken maar eet in tegenstelling tot veel zeesterren geen weekdieren, maar andere stekelhuidigen, met name Asterias rubens. De prooi wordt in het geheel opgeslokt en later pas worden de ongewenste bestandsdelen uitgespuugd.